# Archiș
Archiș is een Roemeense gemeente in het district Arad.
Archiș telt 1619 inwoners.